# José Tomás Errázuriz
José Tomás Errázuriz Urmeneta (Santiago, noviembre de 1856-Gran Bretaña, 1 de abril de 1927) fue un pintor y diplomático chileno, que vivió la mayor parte de su vida en Europa y que es conocido, ante todo, por sus retratos y paisajes.

## Biografía
Fue el hijo mayor del millonario y político conservador Maximiano Errázuriz Valdivieso y de Amalia Urmeneta Quiroga. Quedó huérfano de madre cuando todavía no cumplía los cinco años. Amalia tuvo graves complicaciones después del nacimiento en 1861 del que posteriormente fue el destacado político y diplomático Rafael Errázuriz, no se pudo recuperar y falleció luego de días de agonizar. El padre dejó entonces por un tiempo a sus cuatro hijos —los otros dos eran Guillermo (1857) y Amalia (1860)— a cargo de la abuela, Rosario Valdivieso Zañartu. 
Estudió arte en la Academia de Pintura, de Santiago, donde fue alumno de Ernesto Kirchbach, el segundo director de esta institución.
En 1880, a los 24 años, se casó con Eugenia Huici, belleza chilena heredera de una gran fortuna, que se convertirá en mecenas de famosos artistas europeos. La luna de miel la pasan en Venecia, donde conocieron a John Singer Sargent, quien hizo varias retratos de Eugenia.  Su primer año de matrimonio lo pasaron en la hacienda familiar de los Errázuriz (el fundo Panquehue, en San Felipe, valle del Aconcagua), su esposa dio a luz a un hijo que murió al poco de nacer. Un tiempo después, en 1893, la pareja partió a París, donde el también pintor Ramón Subercaseaux —que estaba casado con Amalia, hermana de José Tomás— ejercía como cónsul de Chile. En la ciudad luz,  Errázuriz conjugó su labor diplomática con clases de pintura en la escuela de los artistas francés Henri Gervex y belga Alfred Hubert. Participó en el Salón de 1886 con el cuadro Laveuses a Étretat, marée haute (Lavanderas en Étretat, marea alta) y en el 1888, donde presentó un retrato y un paisaje titulado Sur led dunes, au printemps (En las dunas, en primavera). 
Con Subercaseaux y Alberto Orrego Luco formó el grupo de artistas que comenzaron su labor pictórica a fines del siglo XIX y que fueron llamados pintores diplomáticos, por haber ejercido esa profesión y haber pasado gran parte de su vida en el Viejo Continente. Errázuriz realizó allí casi la totalidad de su obra, haciendo solo viajes esporádicos a su patria.
Hacia 1900 se mudan a Londres; la tuberculosis del pintor lo obligan a pasar largas temporadas en Suiza y la pareja, en la práctica, se deshace (después de un primer hijo nacido en Chile y que falleció pronto, tuvieron otros tres: Carmen, Maximiano y María). En Gran Bretaña, José Tomás se ve influenciado por la escuela inglesa, aunque también es un gran admirador de la tradición paisajística francesa. Pinta en repetidas ocasiones la costa de Normandía, donde reside por extensos periodos. 
Contemporáneo del impresionismo, nunca adhirió a este movimiento. Fue amigo de Giovanni Boldini y John Singer Sargent, pintor al que había conocido a través de su cuñado y quien tanto a los Subercaseaux como a su esposa Eugenia, a quien dibujaron, además, Charles Conder, William Orpen, Pablo Picasso y otros. Un año antes de morir, en 1926, Errázuriz envió, a través de su hermana Amalia, la mayoría de sus cuadros a Chile para ser subastados con fines de beneficencia.
El tema principal de sus cuadros de interiores "fue la mujer pensativa y triste", donde "logró una calidad cromática excepcional", se dice en el perfil que le dedica el Portal del Arte,, que destaca, asimismo, el "papel prioritario" desempeñado por el dibujo" en su visión pictórica, elemento plástico que él dominó con gran maestría y calidad: estructura el objeto, lo delimita y lo define".
Varias personas en sus memorias se refieren a la afición por el baile de José Tomás Errázuriz. Así, Julio Subercaseaux Browne lo define como "gran bailarín" y cuenta que "ejecutaba a veces unos bailes grotescos inimaginables, con un sombrero de pelo que le llegaba hasta las orejas"; Eduardo Balmaceda Valdés en Un mundo que se fue asegura que "nunca abandonó su afición a la danza y le vimos en Londres, ya anciano, pero con agilidad veinteañera, bailar con maestría las modernas danzas con sus pasos más intrincados y difíciles." La pintura, para Errázuriz, fue principalmente una afición; el escritor Jorge Edwards lo ha definido como "pintor de fines de semana", pero "a pesar de eso estimable".

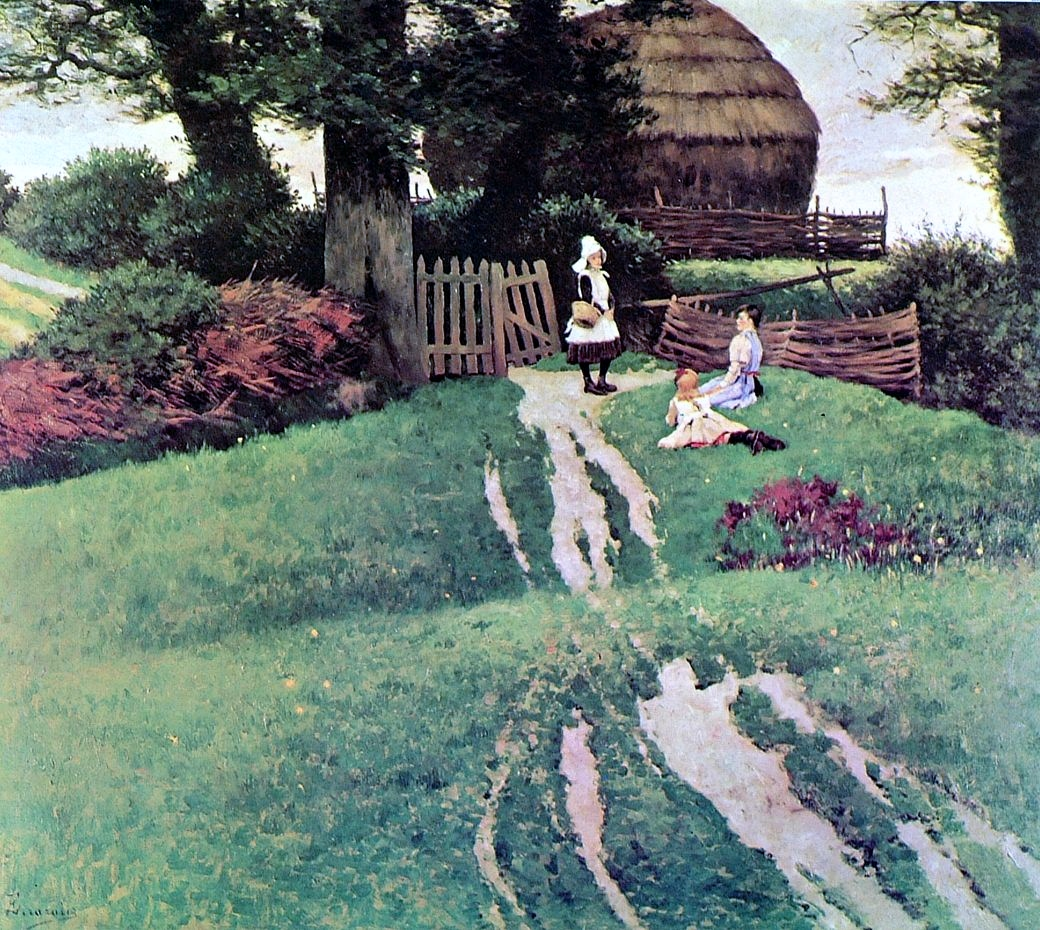
Niños en el paisaje

## Premios
- Primera medalla en el Salón Oficial de Santiago 1877
- Segunda medalla en el Salón Oficial de Santiago 1878
- Mención honrosa, Salón de París 1888
- Primera medalla en el Salón Oficial de Santiago 1888

## Obras en colecciones públicas
- Gaviotas en el Támesis, Museo Nacional de Bellas Artes (MNBA)
- Mariposa, 1885, MNBA
- Retrato de Rafael Errázuriz Urmeneta, MNBA
- Atardecer, Colección del Banco Central de Chile (CBC)
- Campiña inglesa, CBC
- Dama sentada, CBC
- Niños en el paisaje, Pinacoteca de la Universidad de Concepción (PUC)
- Angustia, PUC
- Paisaje, PUC
- Eugenia Huici, esposa del pintor, Colección Mac Kellar, Museo Santa Rosa de Apoquindo

## Galería

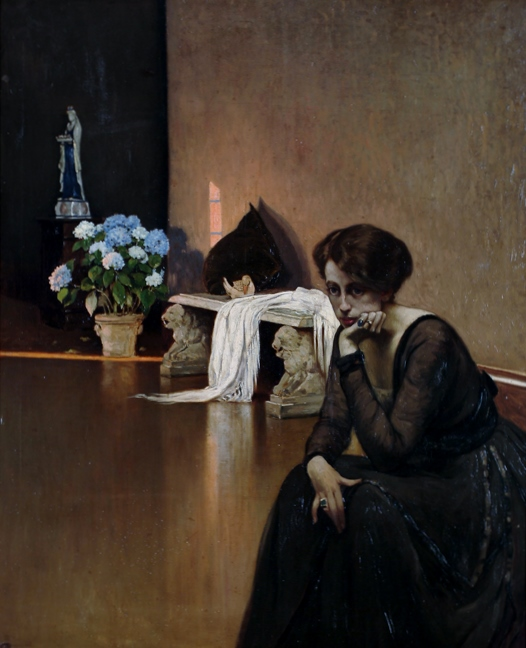
Angustia
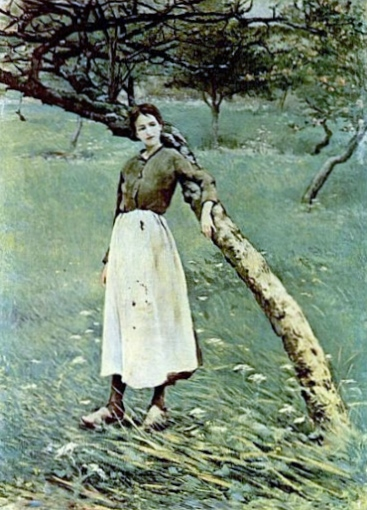
Campesina bretona
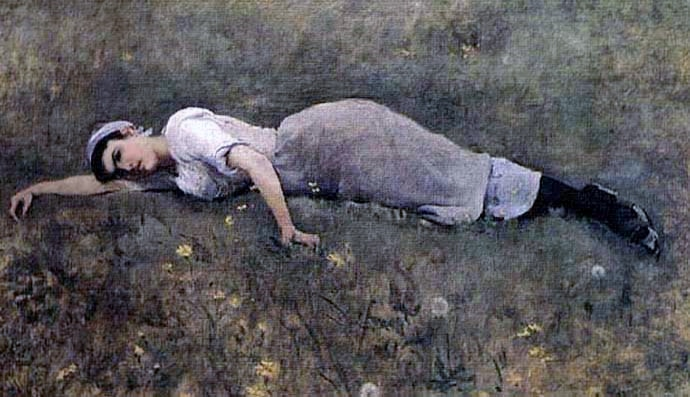
Campesina recostada
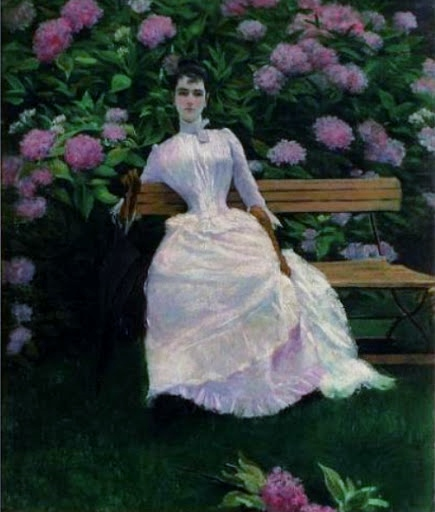
Eugenia Huici hacia 1880
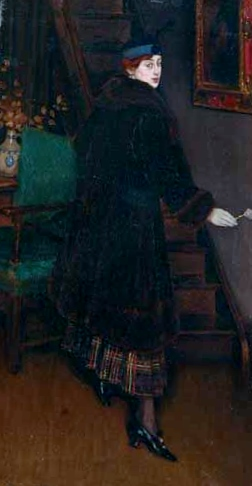
Eugenia Huici hacia 1913
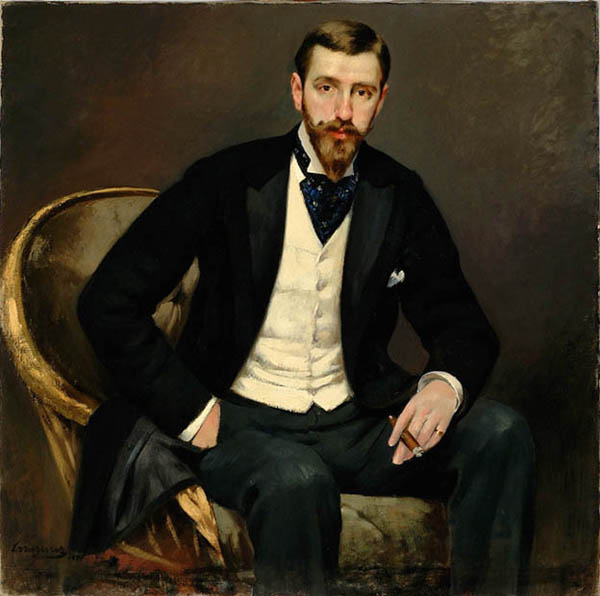
Retrato de su hermano Rafael, 1891
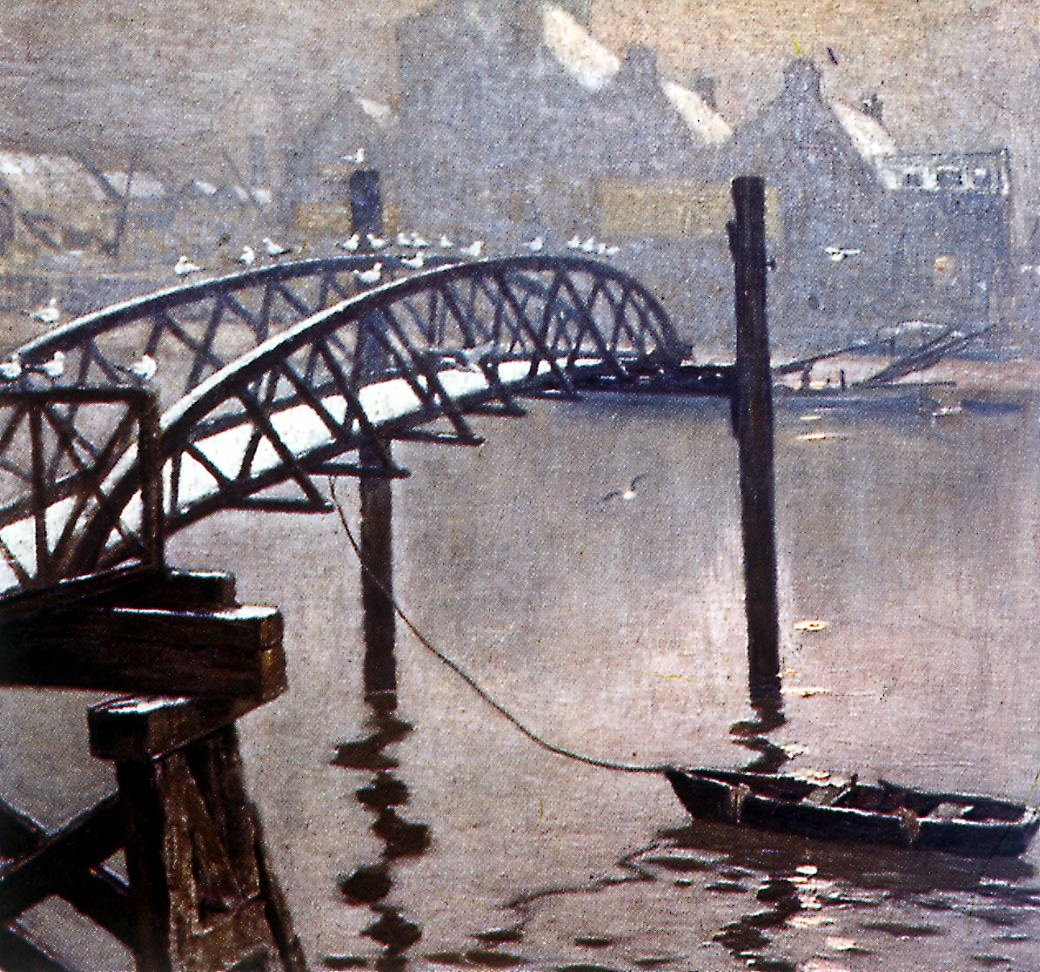
Gaviotas en el Támesis
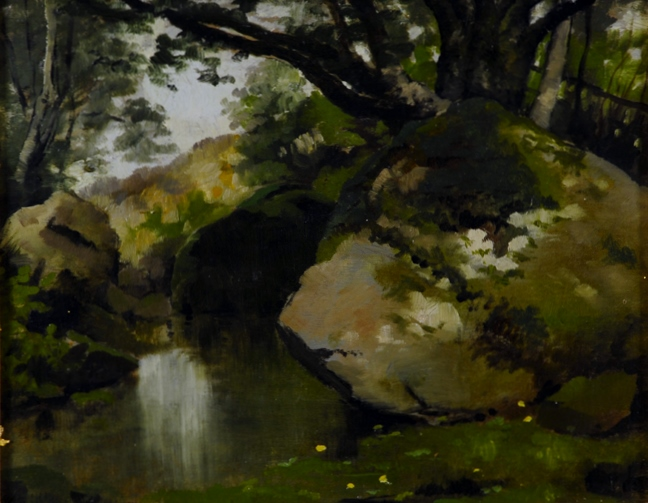
Paisaje
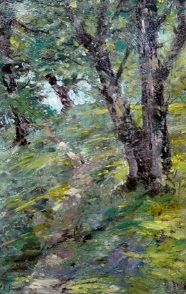
Bosque
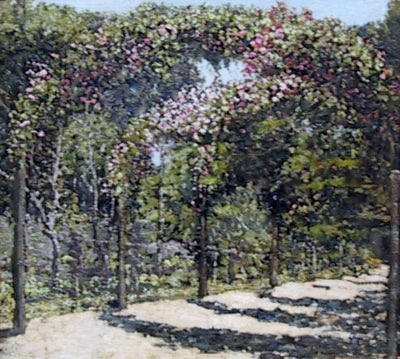
Pérgola florecida
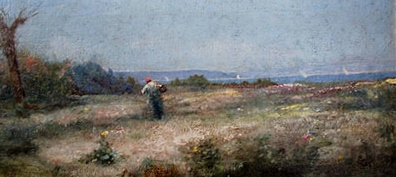
Costa de Normandía